# Coprinus comatus
Coprinus comatus es una especie de hongo cosmopolita del orden Agaricales.

## Etimología
El epíteto específico comatus significa que "posee mechones", debido a sus escamas.

## Nombres comunes
Conocido como hongo tinta en diversos países, chiomato en Argentina, barbuda, choco de campo, seta de marzo o seta de tinta en España, matacandil o barbuda en Guatemala, barbuda o apagacandil en México.

## Historia
Fue descrito con nombre científico como Agaricus comatus en 1780 por el naturalista danés Otto Friedrich Müller. El micólogo sudafricano Christiaan Hendrik Persoon lo cambió al género Copricus en 1797. Se conocen nombres anteriores pero Coprinus comatus es el que ha persistido en la literatura.

## Descripción
Coprinus comatus tiene un sombrero que llega a alcanzar 15 cm de diámetro, de color blanco-sepia, con escamas superpuestas algo más oscuras. En corte transversal el color pasa de blanco en el exterior, luego rosado y finalmente negro en el centro. El pie es largo, liso y hueco con un anillo bajo. Se separa fácilmente del sombrero y puede alcanzar 30 cm de altura y 1,5 cm de diámetro. Las esporas son de color negro y dejan una marca negra al ser presionado el sombrero contra alguna superficie.

## Hábitat y época
Es un hongo saprófito que crece en terrenos removidos, como pastizales bien abonados, parques, bordes de caminos y escombreras, desde primavera hasta finales de otoño. Puede aparecer de forma solitaria o en grupos, y en ocasiones forma corros de brujas. Es común en los ámbitos urbanos, y se lo encuentra alrededor del mundo excepto en la Antártida.

## Comestibilidad
Se considera comestible, aunque debe consumirse en el día debido a que se pudre con facilidad.

## Galería

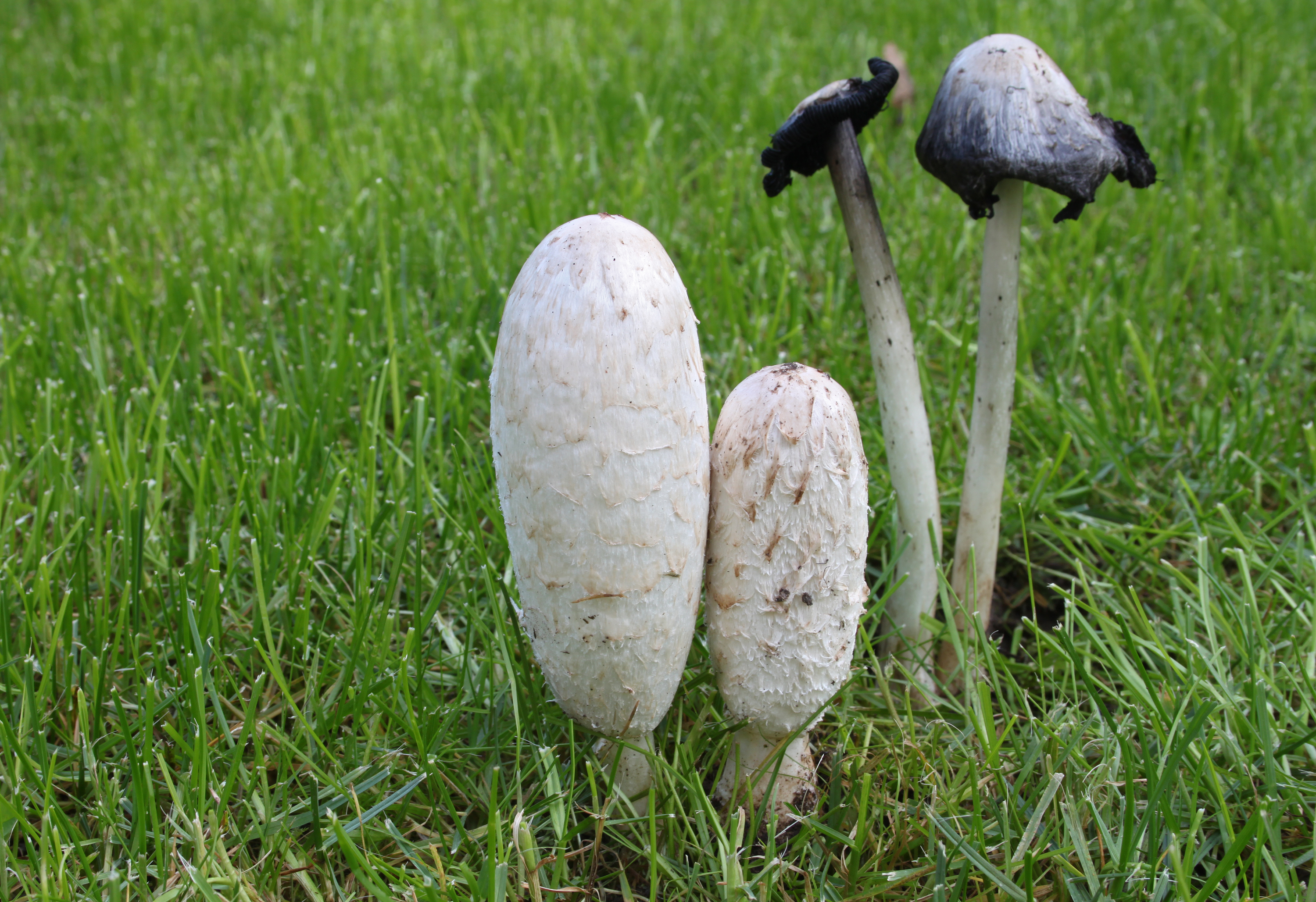
Coprinus comatus en Alemania. Ejemplares con sombreros jóvenes y maduros.
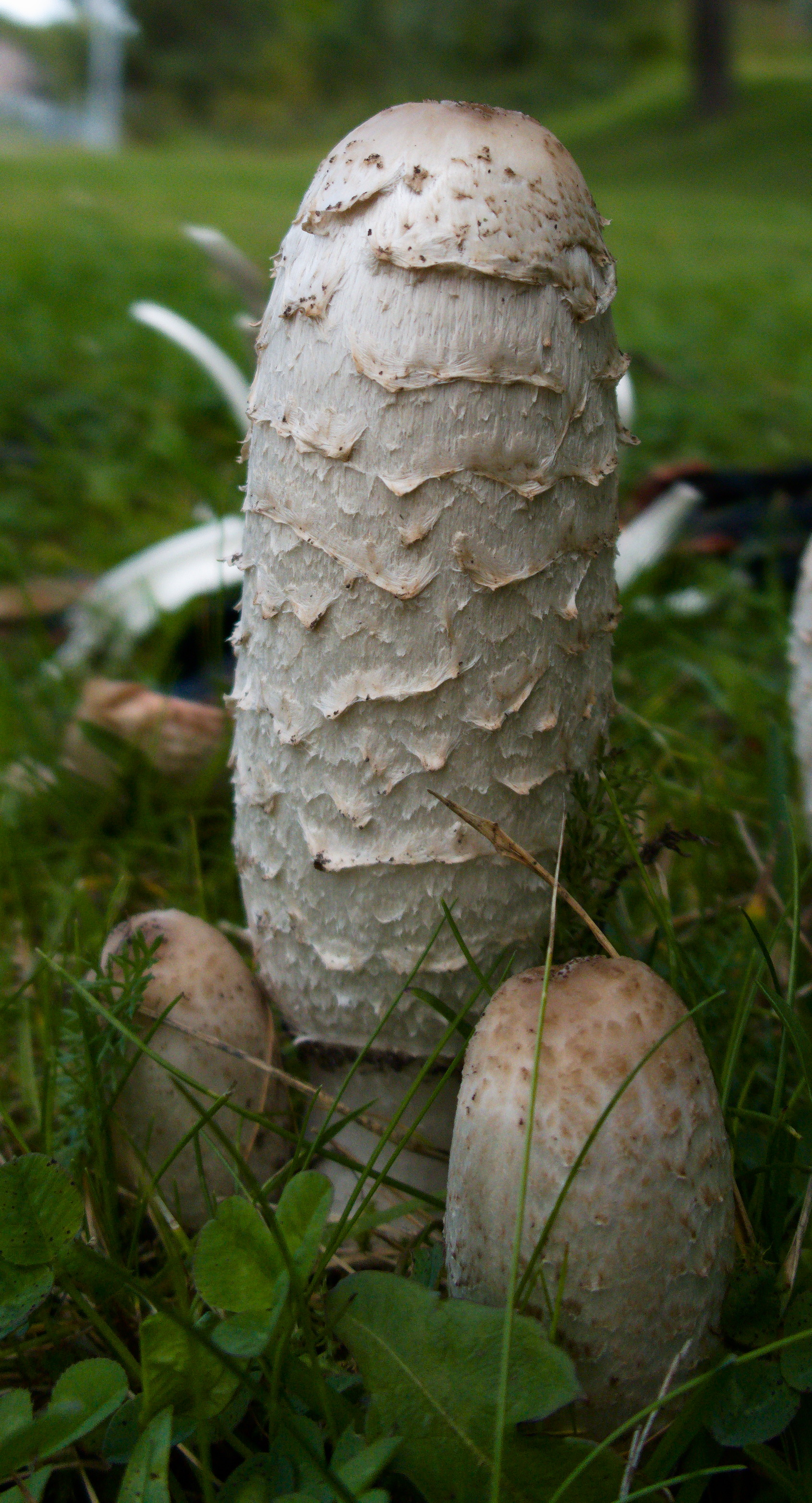
Coprinus comatus en Finlandia
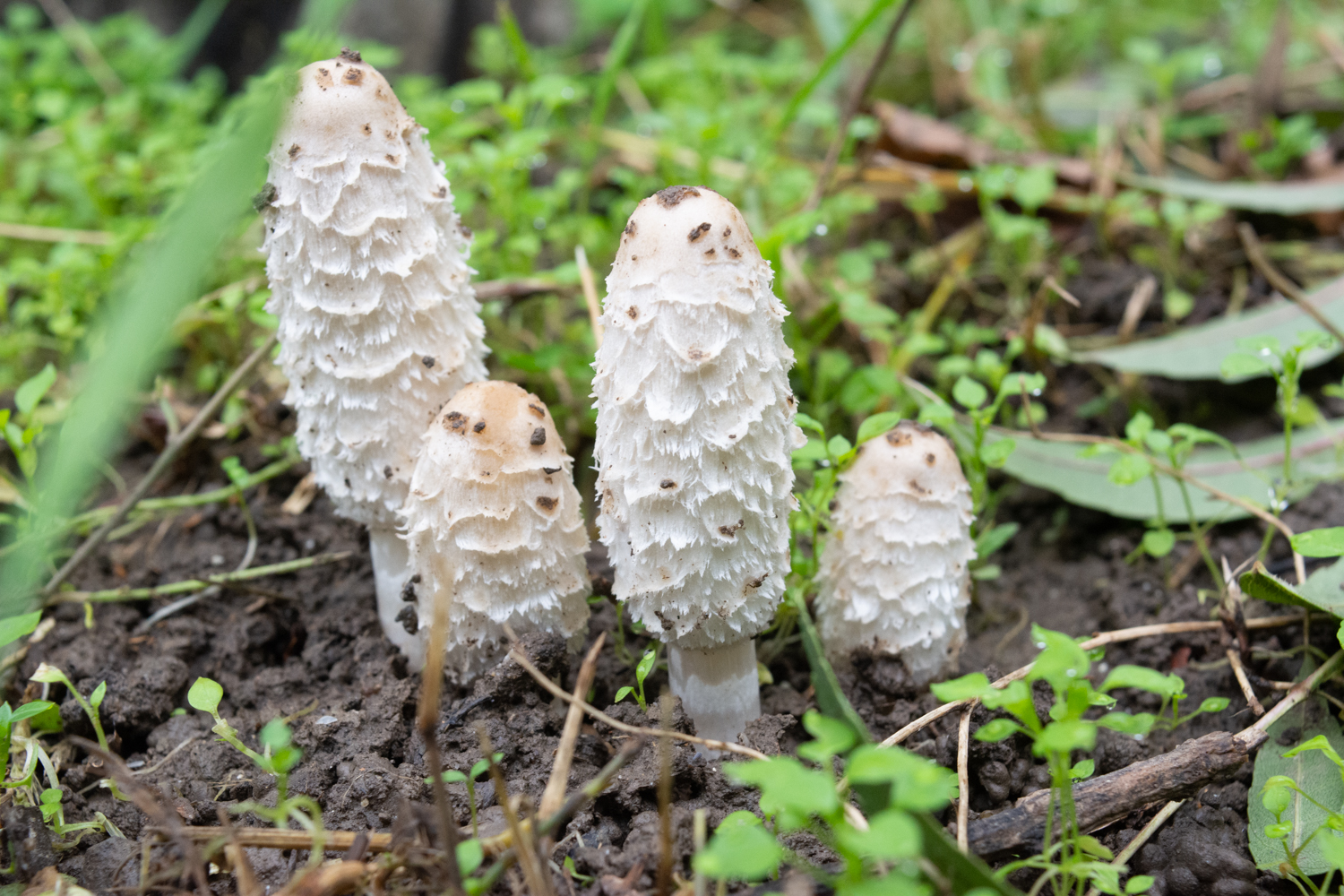
Coprinus comatus en Serbia
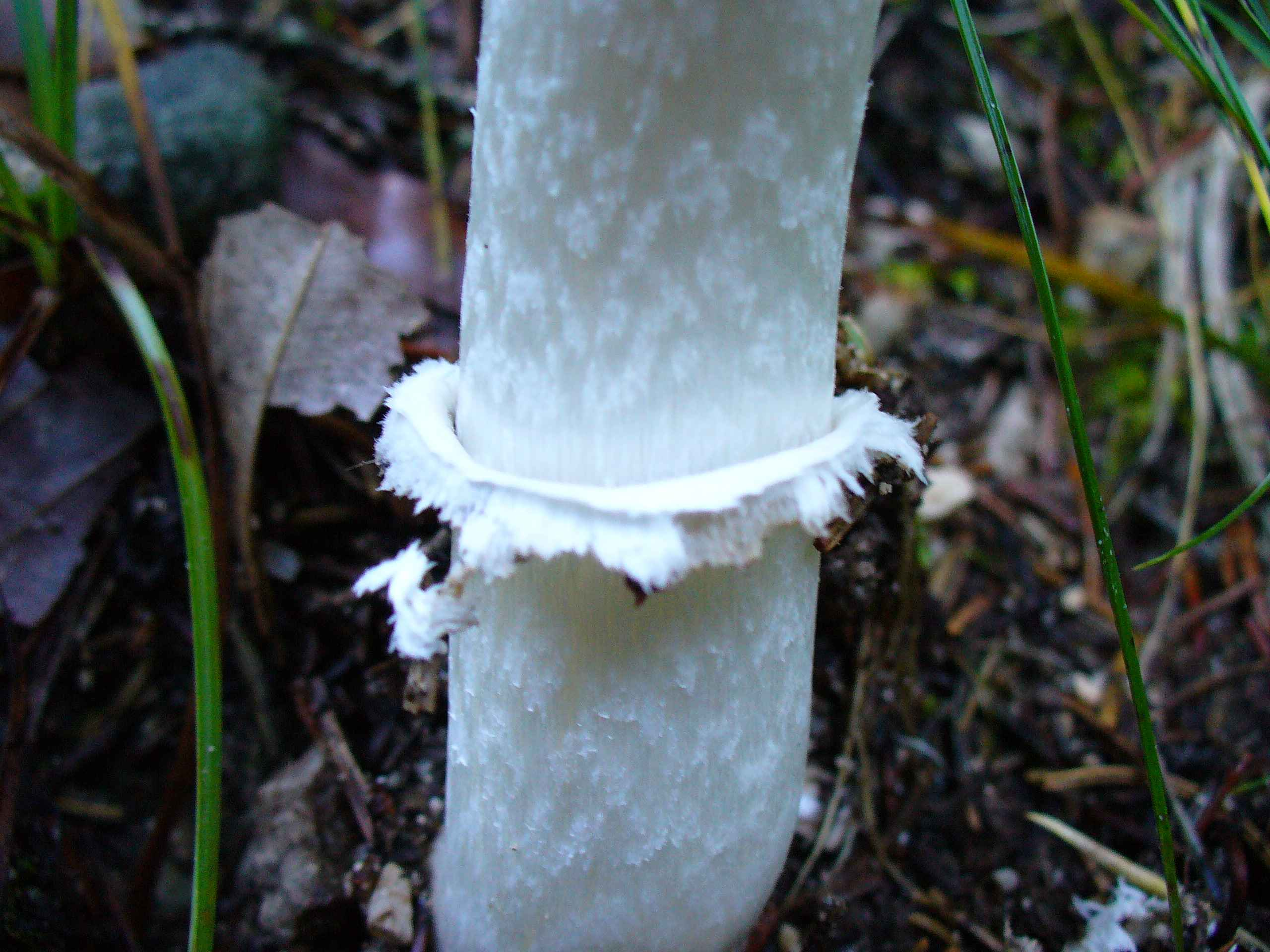
Pie de Coprinus Comatus
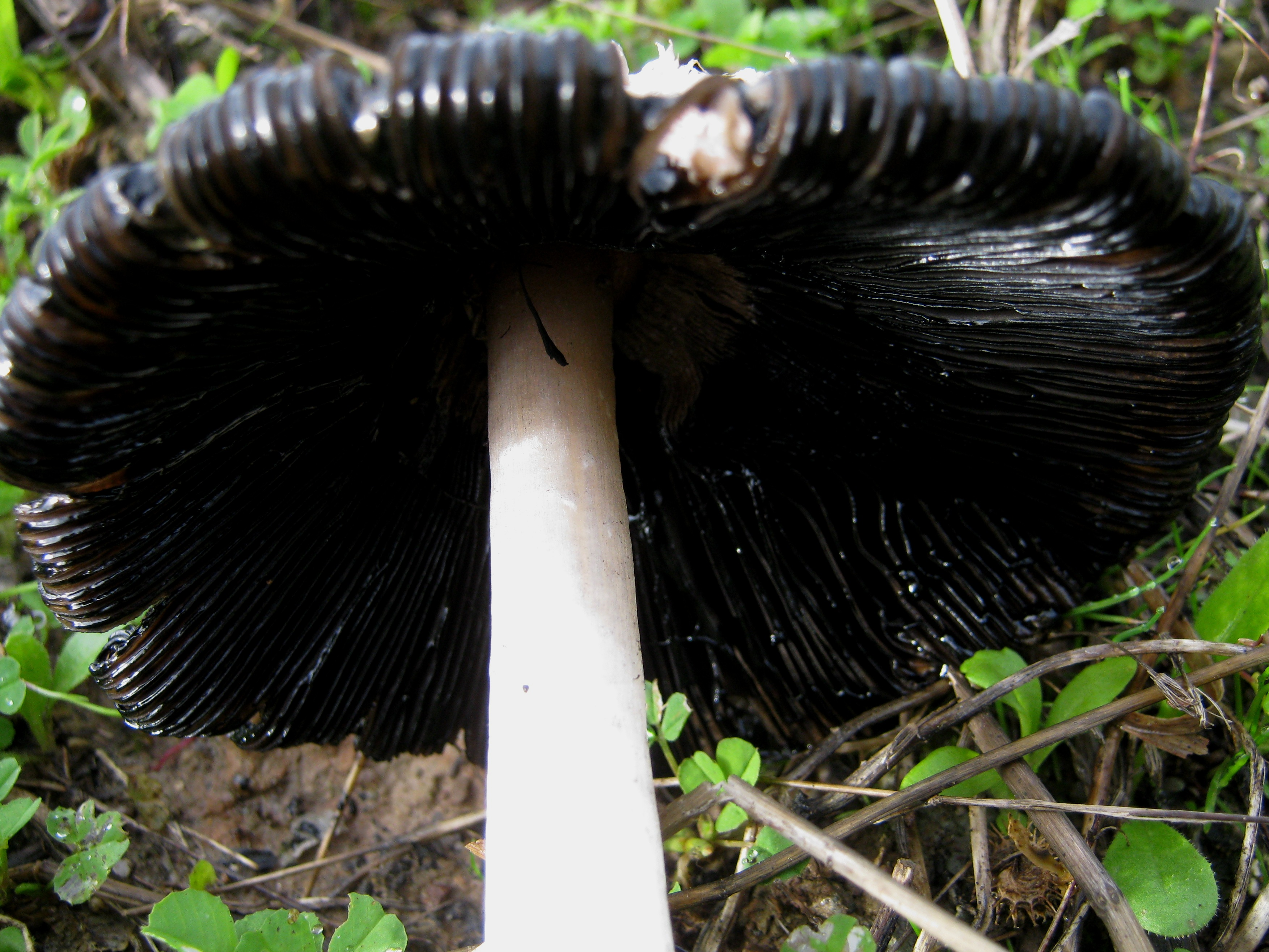
sombrero visto desde abajo
Estampilla de Abkhazia de 2007 con ilustración de Coprinus comatus
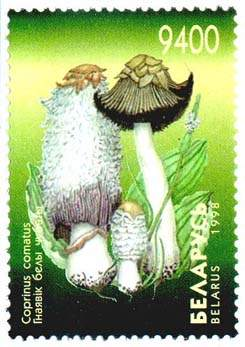
Estampilla de Bielorrusia de 1998 con ilustración de Coprinus comatus
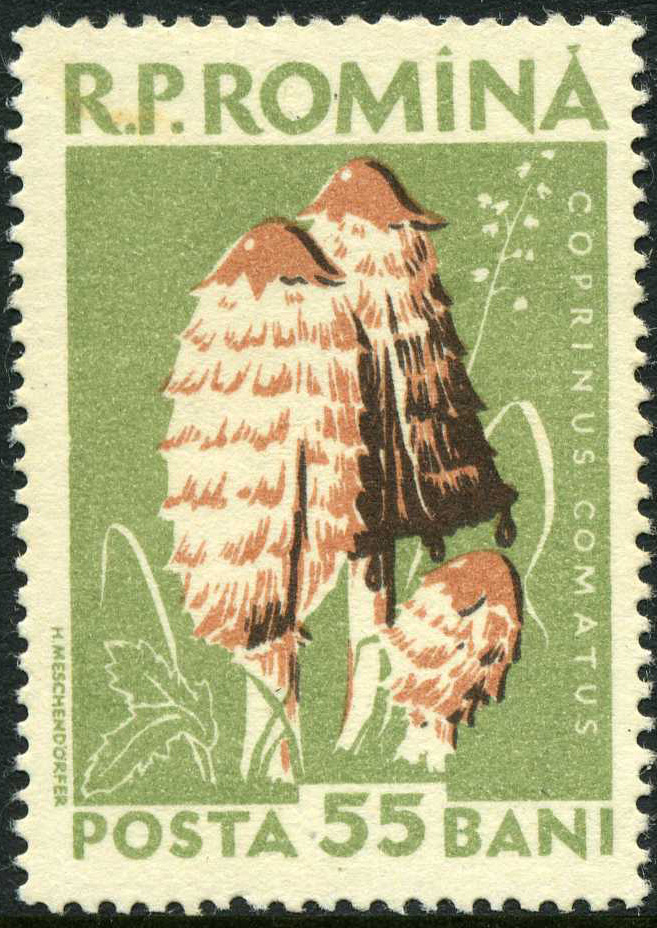
Estampilla romana de 1958 con ilustración de Coprinus comatus
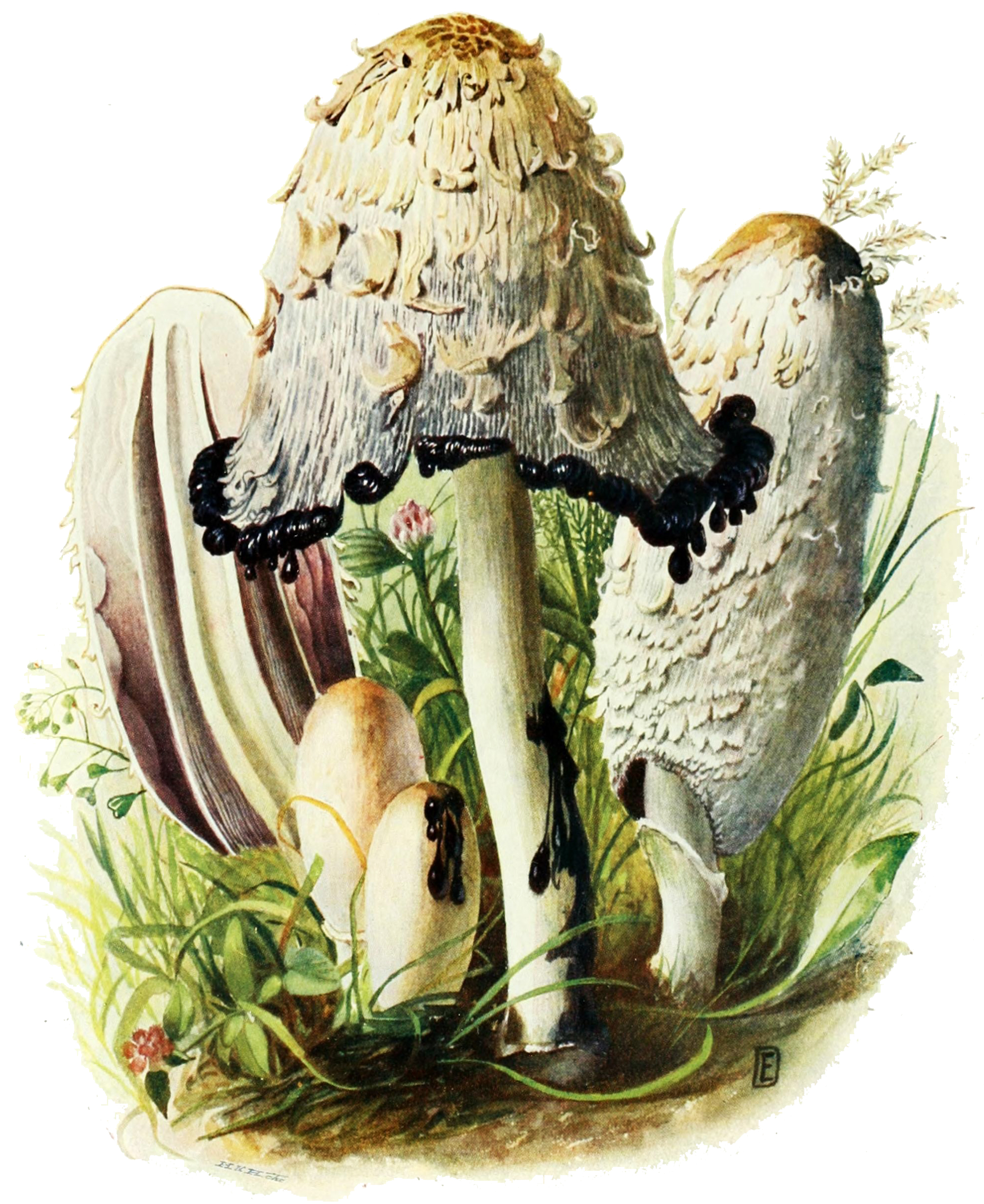
Ilustración de Coprinus comatus de 1913
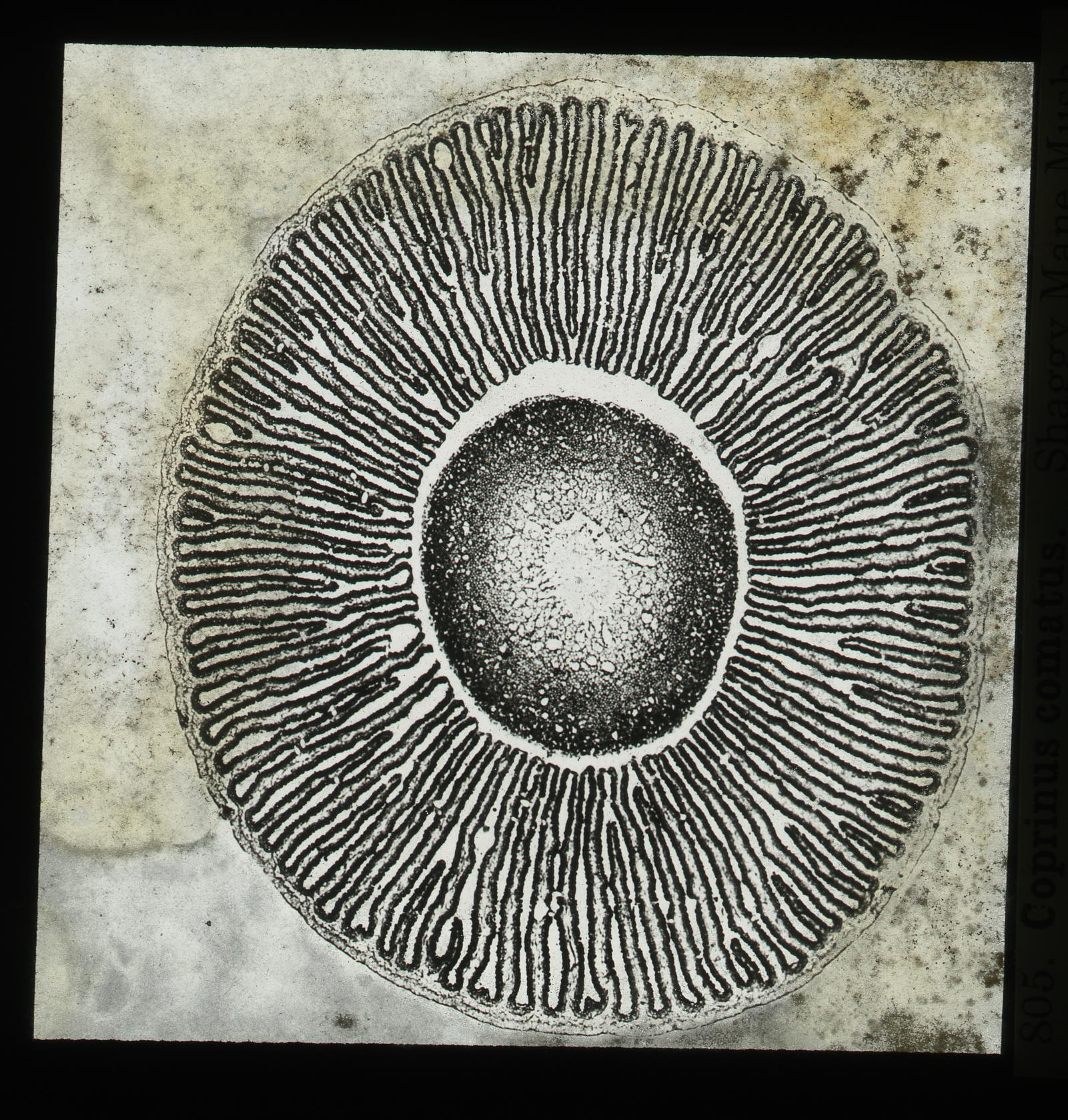
Ilustración de Coprinus comatus de Belleville, Ontario, posiblemente de 1920
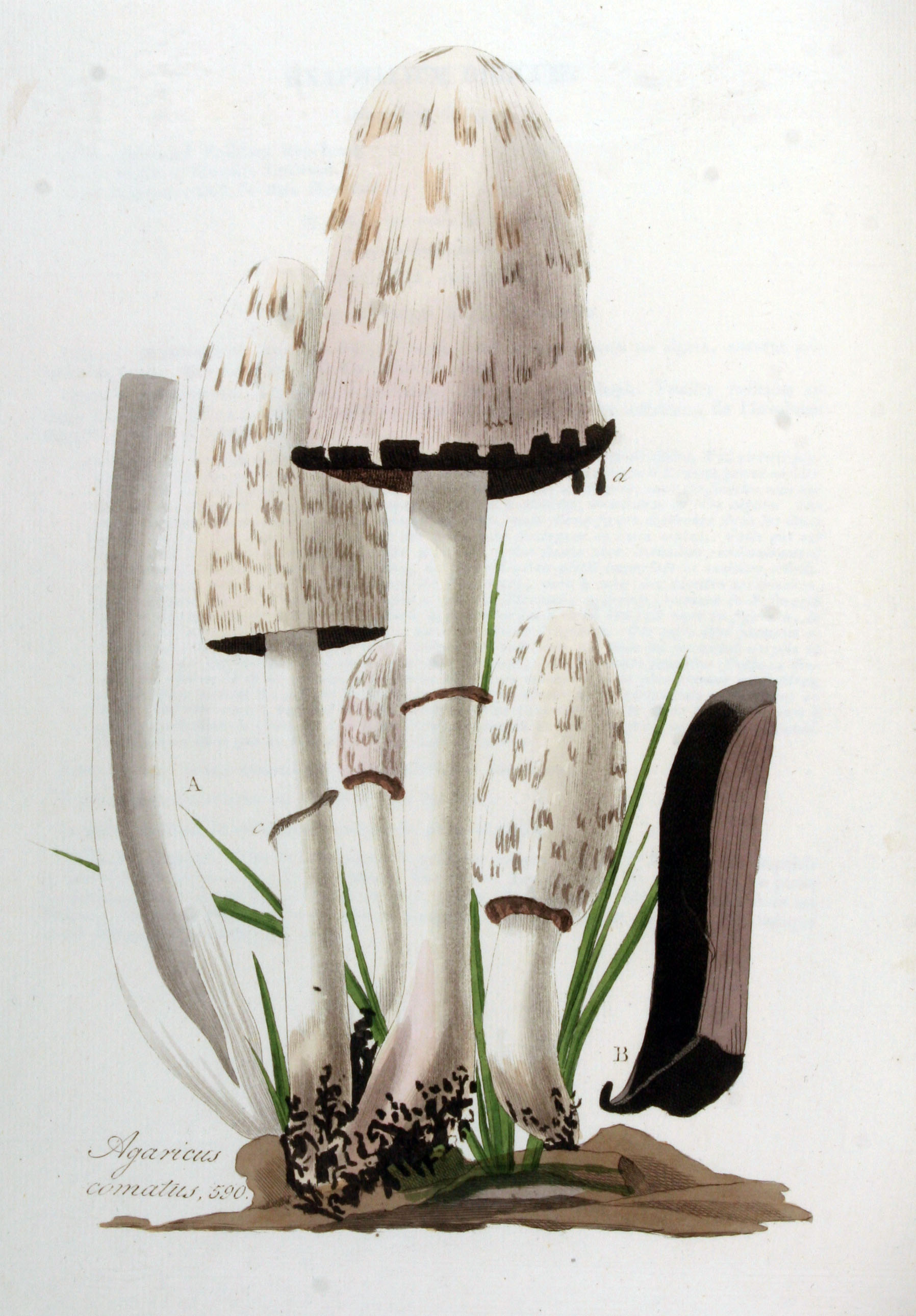
Ilustración de Coprinus comatus en Flora Batava of Afbeelding en Beschrijving van Nederlandsche Gewassen, VIII Deel. (1844)
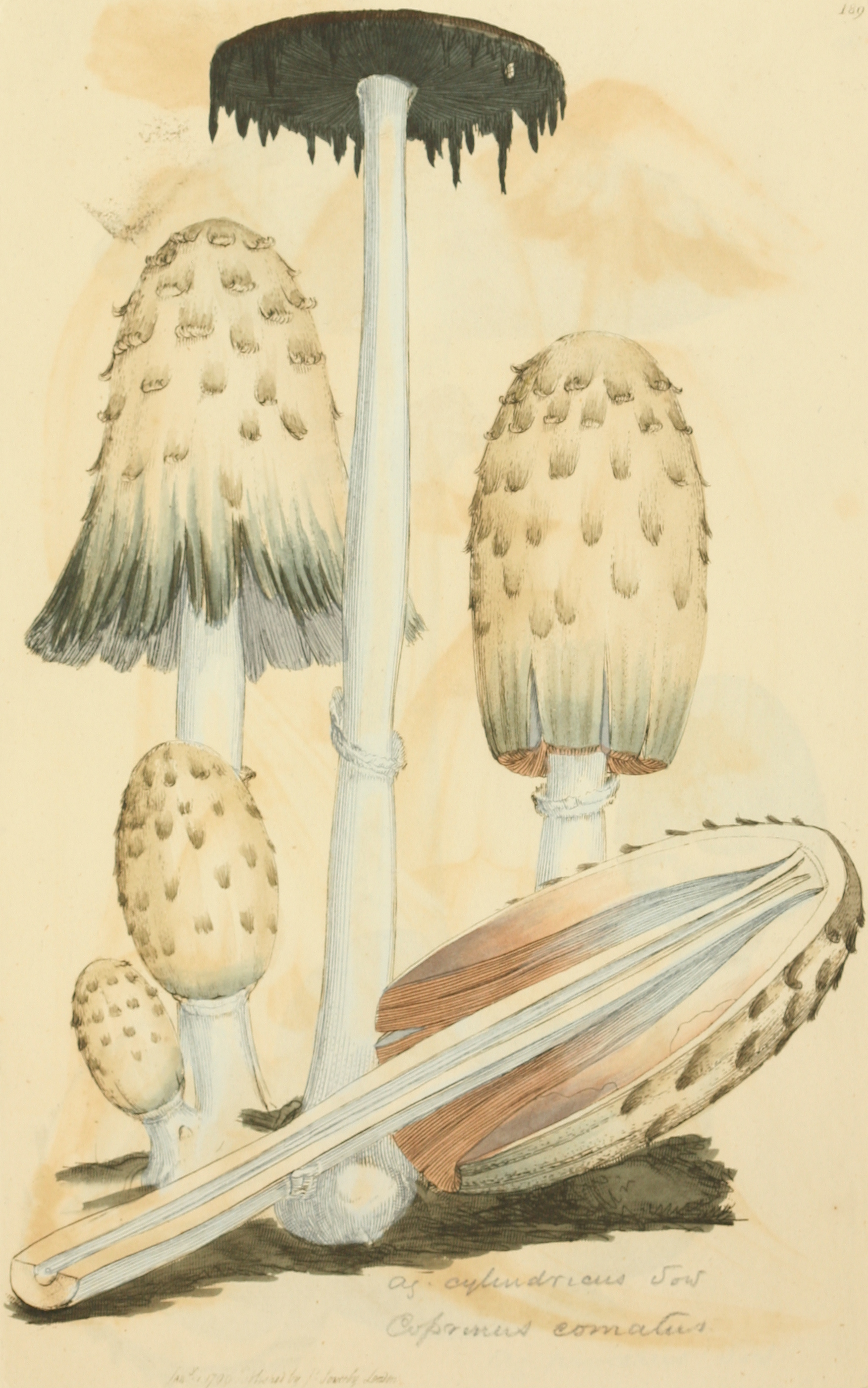
Ilustración de Coprinus comatus de 1797
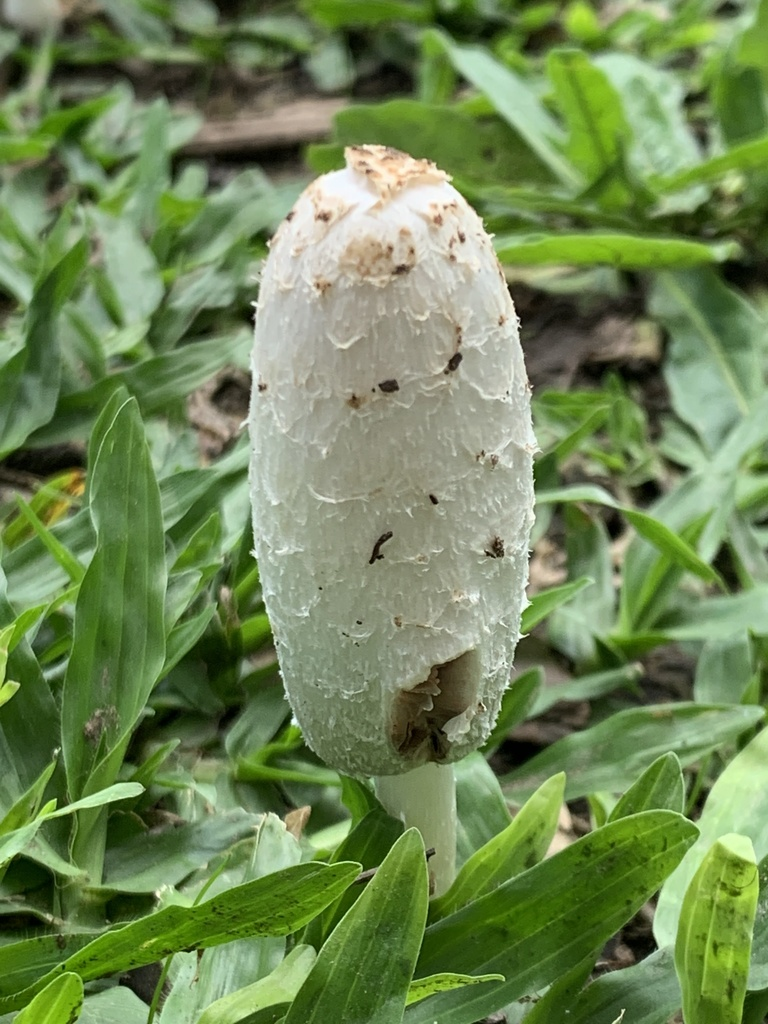
Coprinus comatus en Argentina. Ejemplar joven.
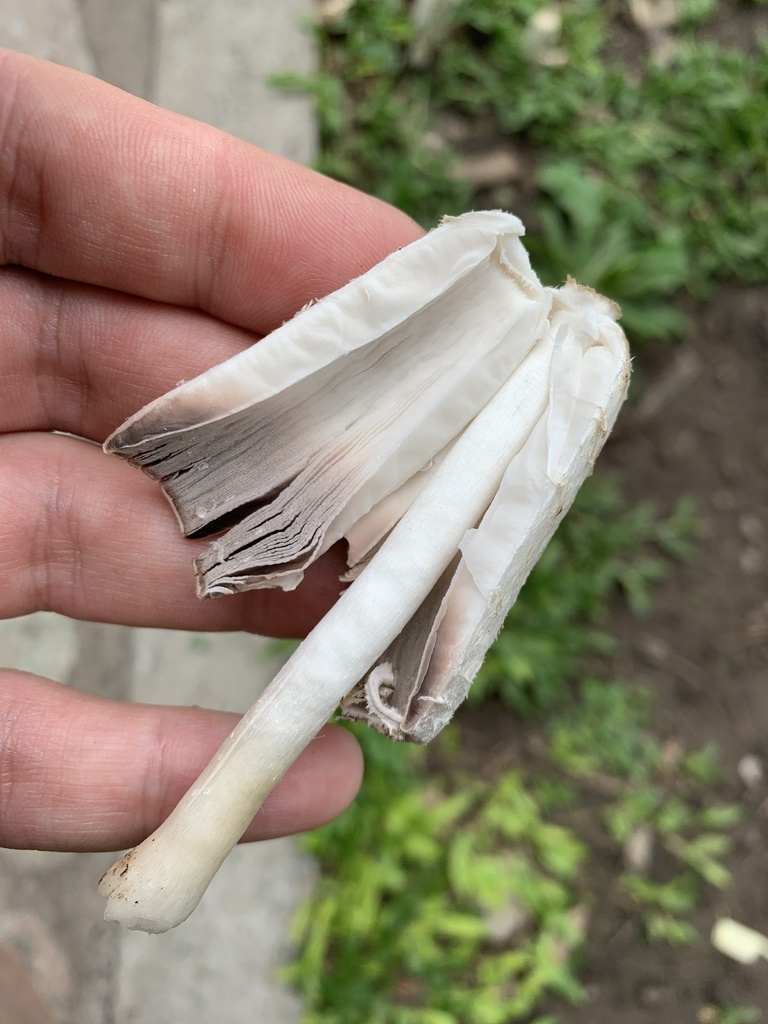
Coprinus comatus, interior del sombrero